# Madeley (Shropshire)
Pour les articles homonymes, voir Madeley.
Madeley est une ville d’Angleterre, comté de Shrop, à 21 kilomètres à l'est de Shrewsbury, sur la Severn. 
Au XIXe siècle, la ville avait des hauts fourneaux, fonderies importantes, riches houillères aux environs. On y remarque un beau pont en fer fondu d’une seule arche de trente mètres d’ouverture, l'Iron Bridge, premier pont métallique construit en Angleterre. L’église est un édifice gothique. 
Madeley est célèbre pour avoir donné refuge à Charles II, après la bataille de Worcester.